# Theatres des Vampires
I Theatres des Vampires sono un gruppo gothic metal italiano noto per il ricorrente tema del vampirismo. Hanno riscosso particolare successo nel Regno Unito, nell'America del sud e in Russia.

## Storia del gruppo
I Theatres des Vampires vengono fondati nel 1994 da Alessandro Nunziati. I componenti sono fortemente affascinati da tematiche connesse ai vampiri; tematiche che vengono riprese anche nei concerti mediante scenografie e costumi. Durante i primi anni, le loro sonorità sono improntate al black metal gotico e sinfonico; in seguito si evolvono in qualcosa di meno etichettabile, ovvero un insieme di influenze gotiche.
Nel 2003 suonano con i Christian Death nel loro tour europeo e registrano un album con Valor Kand, dei Christian Death e Gian Pyras, dei Cradle of Filth, come ospiti.
Dal 2004 la voce femminile Sonya Scarlet rimane l'unica cantante della band, in seguito all'abbandono da parte di Alex Lord Vampyr.
All'album Pleasure and Pain, pubblicato nel 2005, partecipano Bruno Kramm dei Das Ich, Flegias dei Necrodeath, Dhiloz degli Ancient ed alcuni membri degli Ensoph e degli Stormlord.
Partecipano a molti festival tra cui il Vampyria III a Londra nel 1999, il Gods of Metal in Italia nel 2000, il Gothic Treffen a Lipsia nel 2003 e 2006, il Gotham a Londra nel 2004 e il Metal Female Voices Festival in Belgio nel 2006. Nel 2006 Robert Cufaro lascia la band.
I Theatres des Vampires, dopo un tour in Messico, Brasile e Russia, pubblicano nel maggio 2008 il lavoro Anima Noir. Il 14 gennaio 2011, la Aural Music ha distribuito, Moonlight Waltz.

## Formazione

### Formazione attuale
- Sonya Scarlet - voce (1999 - )
- Zimon Lijoi - basso (1997 - )
- Gabriel Valerio - batteria (1997 - )
- Giorgio Ferrante (2024 -  )

### Ex componenti
- Lord Vampyr (Alessandro Nunziati) - voce/chitarra (1994 - 2004)
- Robert Cufaro - tastiere e chitarra (1994 - 1996 e 2001 - 2006)
- Justine (Consuelo) - voce (1999 - 2002)
- Agaharet (Enrico De Dominicis) - batteria (1994 - 1996)
- AlexIncubus (Alessandro Pallotta) - chitarra (1997 - 2003)
- Strigoi - chitarra (1999 - 2001)
- Mortifer (Pierluigi "Jonna" Coletta) - chitarra (2001)
- Stephan Benfante - chitarra (2006 - 2016)
- Fabian Varesi - tastiere (1997 - 2016)

## Discografia
Album in studio
- 1996 - Vampyrìsme, Nècrophilie, Nècrosadisme, Nècrophagie
- 1998 - The Vampire Chronicles
- 2001 - Bloody Lunatic Asylum
- 2002 - Suicide Vampire
- 2003 - Vampyrìsme...
- 2004 - Nightbreed of Macabria
- 2005 - Pleasure and Pain
- 2008 - Anima Noir
- 2011 - Moonlight Waltz
- 2016 - Candyland
- 2021 -  In Nomine Sangunis

Raccolte
- 2003 - The (un)official history 1993 2003
- 2004 - Blackend Collection
- 2007 - Desire of Damnation

DVD
- 2006 - The Addiction Tour

EP
- 2001 - Iubilaeum Anno Dracula 2001

Demo
- 1995 - Nosferatu, Eine Symphonie des Grauens